# Tilloy-lès-Conty
Tilloy-lès-Conty è un ex comune francese di 256 abitanti situato nel dipartimento della Somme, nella regione dell'Alta Francia. Dal 1º gennaio 2019 è stato accorpato con i comuni di Lœuilly e Neuville-lès-Lœuilly nel comune di nuova costituzione Ô-de-Selle, del quale è divenuto comune delegato.
Il suo territorio è bagnato dal fiume Selle, affluente della Somme.

## Società

### Evoluzione demografica
Abitanti censiti